# جو بکر (یونی‌کد)
جوزف دی. بکر (به انگلیسی: Joe Becker) دانشمند رایانه آمریکایی و یکی از بنیانگذاران پروژه یونی‌کد و معاون فنی بازنشسته کنسرسیوم یونی‌کد است. او روی هوش مصنوعی در بی‌بی‌ان و نرم‌افزار ایستگاه کاری چند زبانه در زیراکس کار کرده است.
بکر مدتها است که درگیر مسائل محاسبات چند زبانه به‌طور کلی و یونی‌کد به‌طور خاص بوده است. مقاله او در سال ۱۹۸۴ در ساینتیفیک امریکن ، "پردازش کلمات چندزبانه"،  یک کار اساسی در مورد برخی از مشکلات مربوط به آن، از جمله نیاز به تمایز کاراکترها و حروف نگارشی بود. پس از انتشار مقاله در سال ۱۹۸۷، او و دو نفر دیگر تحقیقاتی را در مورد عملی بودن ایجاد یک مجموعه شخصیت جهانی آغاز کردند. بکر با همکارش لی کالینز که در کنار او در زیراکس و مارک دیویس از اپل کار می کرد. این بکر بود که کلمه "یونی‌کد" را برای پوشش پروژه ابداع کرد. مقاله او یونی‌کد ۸۸ حاوی اولین خلاصه عمومی از اصول اولیه استاندارد یونی‌کد بود.